# Banea, Pazardjik
Banea (în bulgară Баня) este un sat în comuna Panaghiuriște, regiunea Pazardjik,  Bulgaria. 

## Demografie
Componența etnică a satului Banea
     Bulgari (97,44%)
     Nicio identificare (2,55%)
     Altele (0%)
La recensământul din 2011, populația satului Banea era de 705 locuitori. Din punct de vedere etnic, majoritatea locuitorilor (97,44%) erau bulgari. Pentru 2,55% din locuitori nu este cunoscută apartenența etnică.